# Championnat du Qatar de football 2024-2025
Navigation
Qatar Stars League 2023-2024 Qatar Stars League 2025-2026
La saison 2024-2025 de Qatar Stars League est la 61e édition du Championnat du Qatar de football. 
Le Al-Sadd SC est le tenant du titre après avoir remporté pour la 17e fois la compétition alors que le Al-Shahania SC et le Al-Khor SC, rejoignent ce niveau de la compétition.
Le Al-Sadd SC remporte son 18e titre de champion du Qatar le 19 avril 2025.

## Réglement
La Qatar Stars League 2024-2025 est composé de douze clubs qui s'affrontent tous lors de confrontations aller et retour. Le champion est l'équipe qui obtient le plus grand nombre de points après les 22 journées de championnat. À la fin de la compétition, les deux premières équipes et le vainqueur de la Coupe du Qatar de football 2024-2025 se qualifient pour la Ligue des champions Élite 2025-2026, le troisième se qualifie pour la Ligue des champions 2 2025-2026, le quatrième pour la Coupe du Golfe des clubs champions 2025-2026 et le dernier est relégué en Second Division League l'année suivante. L'avant dernier joue quant à lui un match de barrage face au second de la division inférieure.
Le classement est calculé avec le barème de points suivant : une victoire vaut trois points, le match nul un. La défaite ne rapporte aucun point.
À égalité de points, les critères de départage sont les suivants :
1. Plus grande différence de buts générale ;
2. Plus grand nombre de buts marqués.

## Participants
L'édition 2024-2025 est la 8e édition à douze équipes, les deux promus de Second Division League sont le Al-Khor SC et le Al-Shahania SC. Ces deux clubs remplacent les deux clubs relégués, le Al-Markhiya SC et le Muaither SC.
| Club           | Ville        | Classement 2023-2024 | Stade                      | Capacité |
| -------------- | ------------ | -------------------- | -------------------------- | -------- |
| Al-Sadd SC     | Doha         | 1er                  | Stade Jassim-bin-Hamad     | 12 946   |
| Al-Rayyan SC   | Al Rayyan    | 2e                   | Stade Ahmad-ben-Ali        | 45 032   |
| Al-Gharafa SC  | Al Gharrafa  | 3e                   | Stade Thani Bin Jassim     | 24 826   |
| Al-Wakrah SC   | Al Wakrah    | 4e                   | Stade Al-Janoub            | 44 325   |
| Al-Arabi SC    | Doha         | 5e                   | Stade Grand Hamad          | 13 000   |
| Al-Duhail SC   | Doha         | 6e                   | Stade Abdallah-ben-Khalifa | 9 000    |
| Umm-Salal SC   | Umm Salal    | 7e                   | Stade Thani Bin Jassim     | 24 826   |
| Qatar SC       | Doha         | 8e                   | Stade Suheim Bin Hamad     | 13 000   |
| Al-Shamal SC   | Al Shamal    | 9e                   | Stade Fort                 | 5 000    |
| Al-Ahli SC     | Doha         | 10e                  | Stade Hamad bin Khalifa    | 20 000   |
| Al-Khor SC     | Al-Khor      | 1er                  | Stade Al-Bayt              | 60 000   |
| Al-Shahania SC | Al-Shahaniya | 2e                   | Stade Grand Hamad          | 13 000   |

Légende des couleurs
- Phase de groupe de la Ligue des champions Élite 2024-2025
- Tour préliminaire de la Ligue des champions Élite 2024-2025
- Phase de groupe de la Ligue des champions 2 2024-2025
- Phase de groupe de la Coupe du Golfe des clubs champions 2024-2025
- Promu de la Second Division League 2023-2024

| \| Al-Shamal SC Umm-Salal SC Al-Rayyan SC Al-Gharafa SC Al-Wakrah SC Al-Sadd SC Al-Duhail SC — Al-Arabi SC Qatar SC Al-Ahli SC Al-Khor SC Al-Shahania SC \| Localisation des clubs engagés dans le championnat. |
| Al-Shamal SC Umm-Salal SC Al-Rayyan SC Al-Gharafa SC Al-Wakrah SC Al-Sadd SC Al-Duhail SC — Al-Arabi SC Qatar SC Al-Ahli SC Al-Khor SC Al-Shahania SC                                                           |

## Compétition

### Classement
| Rang | Équipe           | Pts | J  | G  | N | P  | Bp | Bc | Diff |
| ---- | ---------------- | --- | -- | -- | - | -- | -- | -- | ---- |
| 1    | Al-Sadd SC T     | 52  | 22 | 17 | 1 | 4  | 62 | 23 | +39  |
| 2    | Al-Duhail SC     | 50  | 22 | 16 | 2 | 4  | 51 | 20 | +31  |
| 3    | Al-Gharafa SC C  | 41  | 22 | 12 | 5 | 5  | 41 | 30 | +11  |
| 4    | Al-Ahli SC       | 35  | 22 | 10 | 5 | 7  | 38 | 39 | -1   |
| 5    | Al-Rayyan SC     | 33  | 22 | 10 | 3 | 9  | 45 | 35 | +10  |
| 6    | Al-Shamal SC     | 32  | 22 | 10 | 2 | 10 | 41 | 34 | +7   |
| 7    | Al-Shahania SC P | 27  | 22 | 8  | 3 | 11 | 31 | 43 | -12  |
| 8    | Al-Wakrah SC     | 25  | 22 | 7  | 4 | 11 | 27 | 40 | -13  |
| 9    | Al-Arabi SC      | 23  | 22 | 6  | 5 | 11 | 32 | 49 | -17  |
| 10   | Qatar SC         | 23  | 22 | 6  | 5 | 11 | 26 | 44 | -18  |
| 11   | Umm-Salal SC     | 21  | 22 | 6  | 3 | 13 | 27 | 43 | -16  |
| 12   | Al-Khor SC P     | 13  | 22 | 3  | 4 | 15 | 21 | 42 | -21  |

| Légende : Qualifications et relégations | Légende : Qualifications et relégations                                                               |
| --------------------------------------- | --- |
|                                         | Phase de groupe de la Ligue des champions Élite 2025-2026                                             |
|                                         | Tour préliminaire de la Ligue des champions Élite 2025-2026                                           |
|                                         | Phase de groupe de la Ligue des champions 2 2025-2026                                                 |
|                                         | Phase de groupe de la Coupe du Golfe des clubs champions 2025-2026                                    |
|                                         | Barrage de relégation                                                                                 |
|                                         | Relégation en Second Division League                                                                  |
|                                         | T : Tenant du titre P : Promus de Second Division League C : Vainqueur de la Coupe du Qatar 2024-2025 |

### Résultats
| Résultats (▼dom., ►ext.)                                   | ASC | ASC | DSC | GSC | KSC | RSC | SSC | SSC | SSC | WSC | QSC | USSC |
| Al-Ahli SC                                                 |     | 3-3 | 0-1 | 1-0 | 2-1 | 1-0 | 2-2 | 2-1 | 1-1 | 6-3 | 0-3 | 0-1  |
| Al-Arabi SC                                                | 4-2 |     | 0-5 | 1-3 | 1-1 | 2-1 | 1-3 | 3-1 | 1-0 | 1-1 | 4-1 | 0-3  |
| Al-Duhail SC                                               | 4-2 | 1-0 |     | 1-1 | 1-2 | 4-0 | 5-1 | 2-1 | 0-4 | 2-0 | 4-1 | 1-0  |
| Al-Gharafa SC                                              | 2-0 | 3-1 | 0-2 |     | 3-1 | 2-1 | 0-4 | 1-2 | 1-1 | 3-1 | 4-2 | 3-1  |
| Al-Khor SC                                                 | 0-1 | 3-4 | 0-1 | 0-0 |     | 1-2 | 2-5 | 0-0 | 1-2 | 1-3 | 1-2 | 3-0  |
| Al-Rayyan SC                                               | 2-2 | 2-1 | 0-0 | 2-2 | 5-1 |     | 1-2 | 4-2 | 1-2 | 0-2 | 2-0 | 3-1  |
| Al-Sadd SC                                                 | 5-0 | 5-0 | 2-0 | 4-2 | 3-0 | 2-1 |     | 4-2 | 1-0 | 3-0 | 0-1 | 1-3  |
| Al-Shahania SC                                             | 2-3 | 0-0 | 2-1 | 2-4 | 2-1 | 2-1 | 0-5 |     | 2-0 | 0-1 | 1-1 | 3-2  |
| Al-Shamal SC                                               | 2-4 | 5-2 | 2-6 | 1-2 | 2-0 | 3-5 | 2-1 | 3-0 |     | 1-0 | 0-1 | 4-0  |
| Al-Wakrah SC                                               | 2-2 | 4-3 | 0-2 | 1-1 | 3-1 | 0-4 | 0-3 | 0-1 | 0-3 |     | 1-1 | 3-0  |
| Qatar SC                                                   | 0-1 | 0-0 | 1-6 | 1-3 | 0-1 | 1-2 | 1-5 | 1-3 | 2-1 | 2-1 |     | 2-2  |
| Umm-Salal SC                                               | 0-3 | 2-0 | 1-2 | 0-1 | 0-0 | 2-6 | 0-1 | 4-2 | 3-2 | 0-1 | 2-2 |      |
| - Victoire à domicile - Match nul - Victoire à l'extérieur |     |     |     |     |     |     |     |     |     |     |     |      |

### Barrage de relégation
Le Umm-Salal SC, onzième du championnat, affronte le Al-Markhiya SC sur un seul match. L'équipe de première division l'emporte 2 buts à 1 lors des prolongations et se maintient en première division.

## Bilan de la saison
| Championnat du Qatar de football 2024-2025 |                                  |
| Champion                                   | Al-Sadd SC (18e titre)           |
| Coupes et trophées                         |                                  |
| Vainqueur de la Coupe du Qatar 2024-2025   | Al-Gharafa SC                    |
| Qualifications continentales               |                                  |
| Ligue des champions Élite                  | Al-Sadd SC                       |
| Ligue des champions Élite                  | Al-Gharafa SC                    |
| Ligue des champions Élite                  | Al-Duhail SC (Tour préliminaire) |
| Ligue des champions 2                      | Al-Ahli SC                       |
| Coupe du Golfe des clubs champions         | Al-Rayyan SC                     |
| Promotions et relégations                  |                                  |
| Promus en Qatar Stars League               | Al-Sailiya SC                    |
| Relégués en Second Division League         | Al-Khor SC                       |